# Wypadek kolejowy w East Palestine
Wypadek kolejowy w East Palestine – wykolejenie się pociągu przewożącego chemikalia 3 lutego 2023 roku w East Palestine w stanie Ohio w Stanach Zjednoczonych. Z szyn wypadło 38 wagonów amerykańskiego przewoźnika Norfolk Southern. Cały pociąg liczył 149 wagonów, z czego 20 przewoziło niebezpieczne materiały chemiczne. Wykolejenie wywołało pożar części wagonów z niebezpiecznymi substancjami. Służby rozpoczęły kontrolowane spalanie chemikaliów, by zapobiec niekontrolowanemu rozrzutowi. Zarządzono ewakuację osób zamieszkałych w promieniu 1,6 km od miejsca zdarzenia.

## Przebieg zdarzeń
Pociąg Norfolk Southern 32N odbywał transport chemikaliów z Madison w stanie Illinois do Conway w stanie Pensylwania. Pociąg składał się z łącznie trzech lokomotyw i 149 wagonów. Mierzył około 2,8 km (9300 stóp) i ważył około 18 tys. ton. 20 cystern przewoziło niebezpieczne materiały takie jak m.in. chlorek winylu czy izobutylen i akrylan butylu. W pociągu znajdowali się inżynier, konduktor i asystent konduktora. Wyruszył 1 lutego, dwa dni przed wypadkiem. Do chwili wykolejenia miał co najmniej jedną awarię.

### Wykolejenie
Monitoring w Salem, miejscowości oddalonej około 32 kilometry (20 mil) od wsi East Palestine uchwycił płonące podwozie jednego z wagonów przejeżdżającego pociągu Norfolk, na 42 minuty przed wykolejeniem.
3 lutego 2023 roku około godziny 20:54 lokalnego czasu wykoleiło się 38 wagonów pociągu. Na krótko przed wypadkiem załoga pociągu miała zostać powiadomiona o awarii i uruchomić hamulec awaryjny. Łożysko koła miało się wtedy przegrzać się o ponad 122 stopnie Celsjusza. W momencie wykolejenia pociąg przemieszczał się z prędkością około 47 mil na godzinę, co było prędkością dopuszczalną – mniejszą niż wyznaczony limit prędkości. Z wykolejonych wagonów 11 stanowiły cysterny przewożące niebezpieczne materiały. Pięć cystern przewoziło ok. 438 tys. litrów (ok. 115,6 tys. galonów) kancerogennego chlorku winylu.

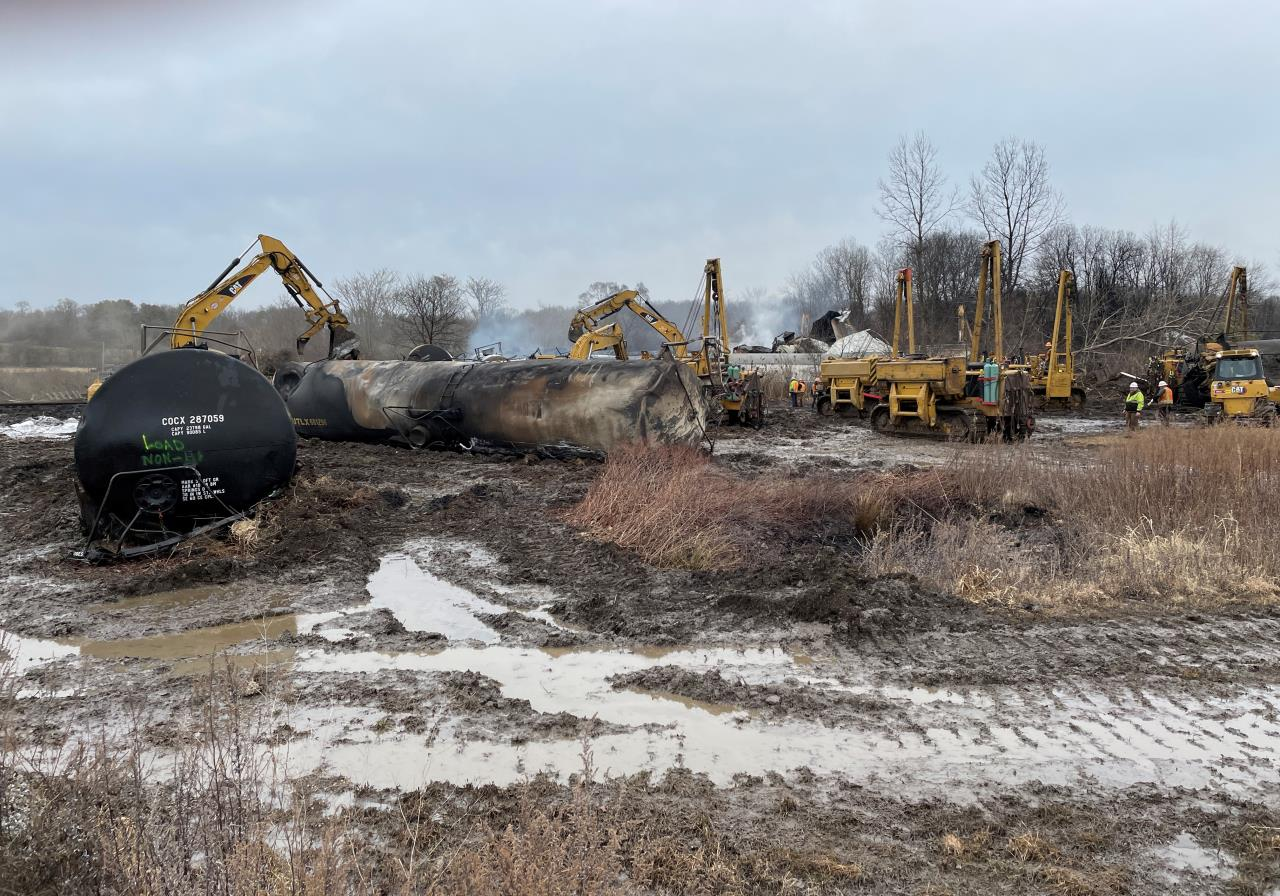
Prace na miejscu zdarzenia

### Skutki
Wypadek spowodował trwający kilka dni pożar. 6 lutego służby rozpoczęły kontrolowane wypalanie pozostałych w cysternach substancji, by uniknąć ich niekontrolowanej eksplozji, po wykryciu gwałtownie zmieniającej się temperatury wewnątrz pociągu. Wypalanie spowodowało gęste chmury czarnego dymu nad miejscowością, do powietrza uwolniono m.in. fosforen i chlorowodór. Gubernator Pensylwanii, Josh Shapiro, poinformował 7 lutego, że nie wykryto żadnych niepokojących odczytów podczas pomiarów powietrza. Ponad półtora tysiąca mieszkańców wsi zostało ewakuowanych na czas wypalania. Kilka dni później pozwolono mieszkańcom wrócić do swoich domów, Agencja Ochrony Środowiska (EPA) poinformowała, że jakość powietrza jest bezpieczna.
Do 25 lutego 2023 z East Palestine usunięto ok. 4,8 tys. metrów sześciennych skażonej ziemi, którą wysłano do zakładu utylizacji niebezpiecznych odpadów w Michigan.
25 lutego 2023 zaprezentowano pierwszy, wstępny raport przygotowany przez Narodową Radę Bezpieczeństwa Transportu (NTSB). Przewodnicząca organizacji, Jennifer Homendy, zapowiedziała, że przygotowanie końcowego raportu dotyczącego wypadku może zająć od 12 do 18 miesięcy. Homendy przekazała, że wypadkowi „można było zapobiec”.

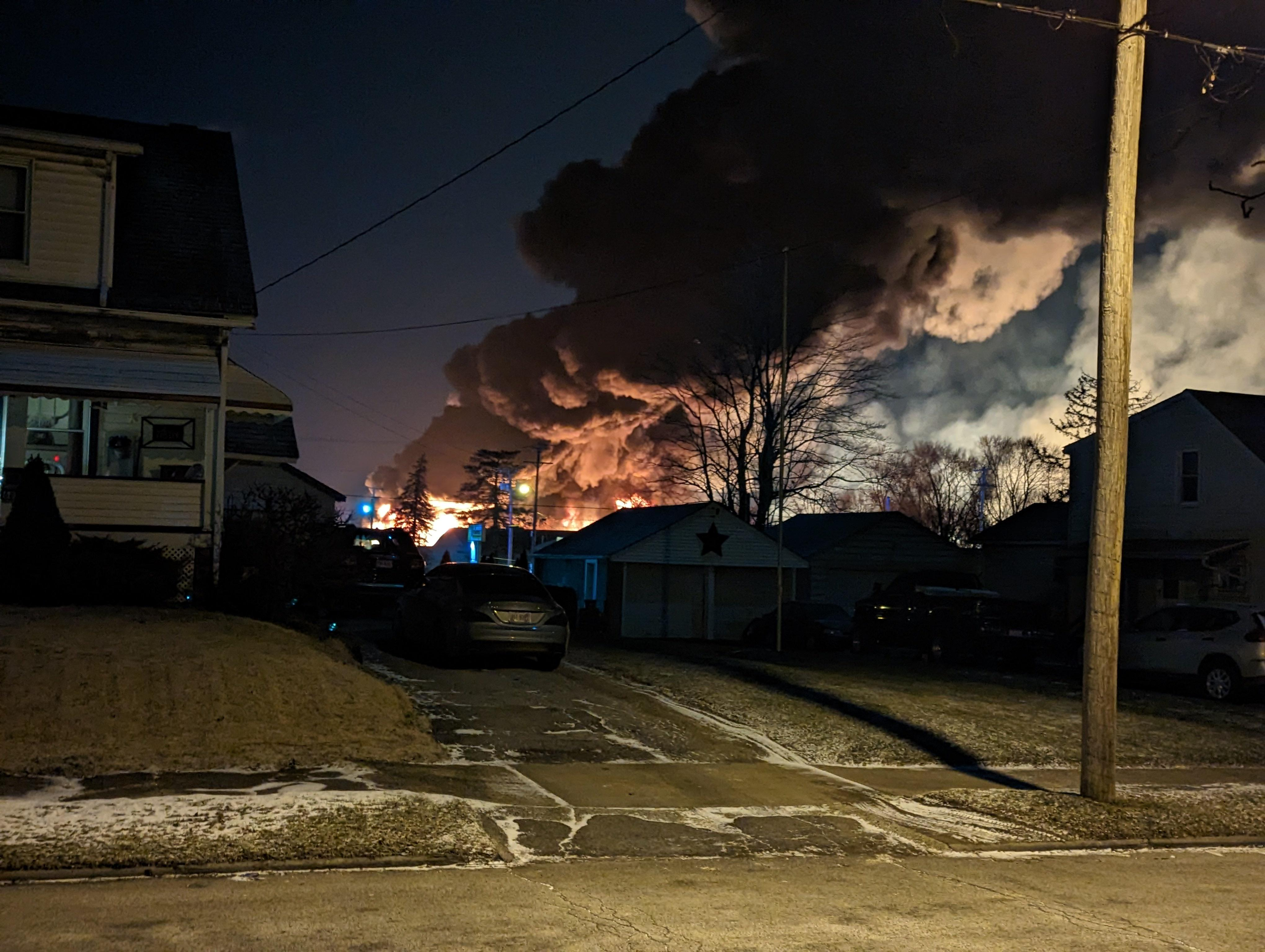
Kłęby dymu nad miejscowością

## Wpływ na środowisko
Na stan z 8 lutego, wyciek substancji objął ok. 12 kilometrów źródeł wody. 12 lutego EPA poinformowała, że nie wykryła zanieczyszczeń „na poziomie obaw” w miejscowości i jej okolicy. Szacuje się, że od czasu wypadku w okolicznych wodach zginęło ponad 40 tys. ryb, płazów, skorupiaków i innych zwierząt wodnych. Zgłaszane były także przypadki śmierci zwierząt gospodarskich, krótko po wykolejeniu.
Część mieszkańców skarżyło się na występujące po wypadku pogorszenie zdrowia, szczególnie na bóle głowy i nudności.